# Anser albifrons
El ánsar careto o ganso careto (Anser albifrons) es una especie de ave anseriforme de la familia Anatidae ampliamente distribuida por las regiones árticas de Asia, Europa y Norteamérica. Este ganso es un ave migratoria de larga distancia que pasa el invierno en las zonas templadas de Eurasia y Norteamérica. Su nombre se debe a la mancha de plumas blancas que rodea la base del pico. 

## Descripción

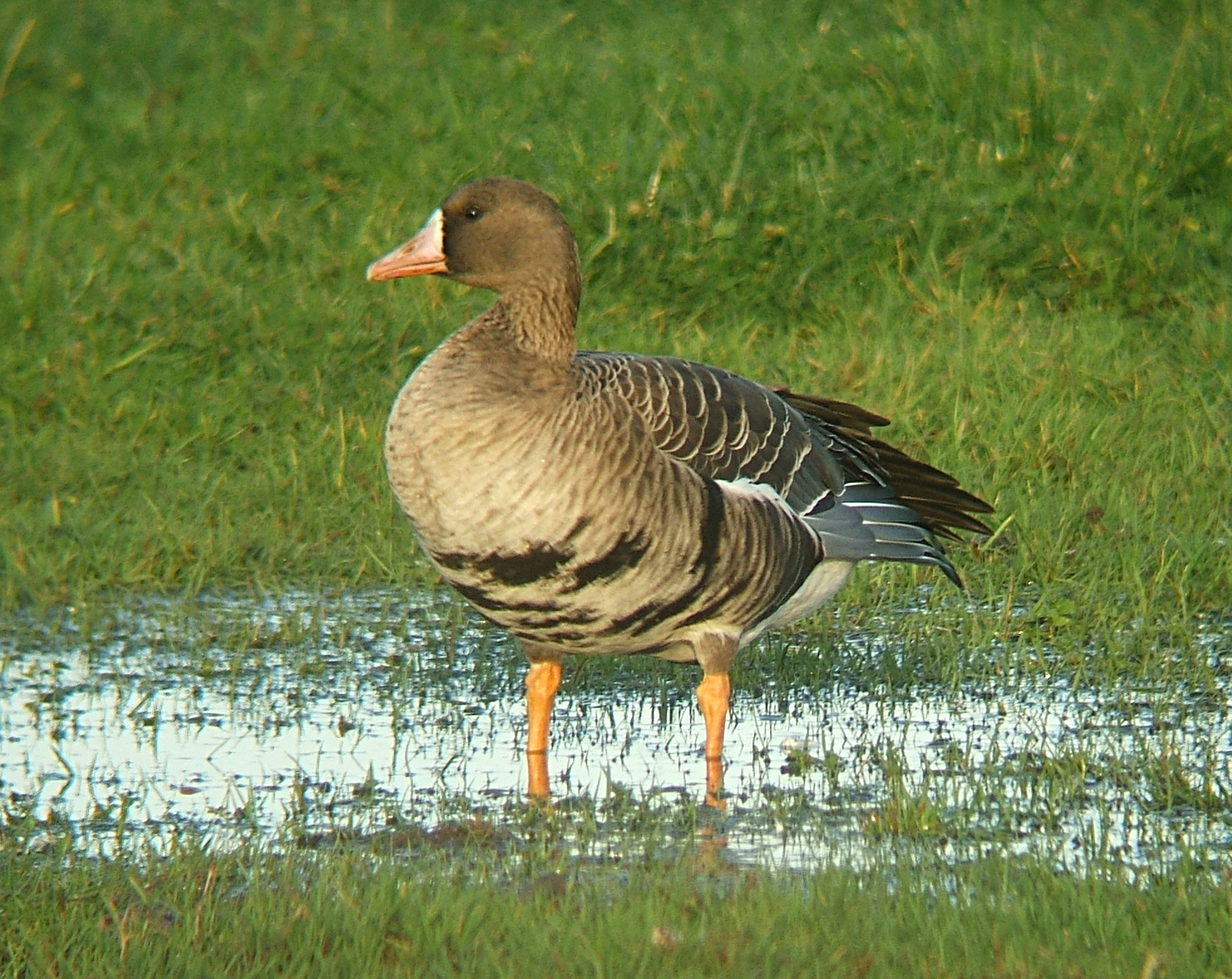
Ejemplar de Anser albifrons albifrons.

El ánsar careto mide entre 64 y 81 cm de longitud corporal, con una envergadura alar de 130–165 cm, y pesa entre 1,93-3,31 kg.
 El macho generalmente es de mayor tamaño, aunque ambos sexos tienen un aspecto similar. Su plumaje es principalmente pardo grisáceo salpicado de motas más oscuras, con el pecho y vientre grisáceos claros con listado y manchas irregulares negras, mientras que sus alas son de color pardo oscuro y tiene el bajo vientre y parte inferior de la cola blancos. Se caracteriza por tener una mancha blanca rodeando el pico enmarcada por una lista negra. Tanto los machos como las hembras tienen el pico rosado y las patas anaranjadas. Todas las subespecies tienen el plumaje similar y se diferencian principalmente por su tamaño, salvo A. a. flavirostris de Groenlandia que es de plumaje en general más oscuro y tiene el pico anaranjado, no rosado.
Es de menor tamaño que el ánsar común, en cambio, es de mayor tamaño que el ánsar chico, del que se diferencia además por carecer del anillo ocular amarillo que tiene este último y porque la mancha blanca de su rostro no se extiende tanto hacia arriba como la del chico.

## Taxonomía y distribución
Fue descrito científicamente por el naturalista Giovanni Antonio Scopoli en 1769. Su nombre científico Anser albifrons en latín significa «ganso de frente blanca». Se reconocen cinco subespecies:
- A. a. albifrons, la subespecie nominal cría en el noreste de Europa y noroeste de Asia y pasa el invierno en Europa central, alrededor del Mediterráneo, el Cáucaso, las costas atlánticas y el norte del subcontinente indio;
- A. a. frontalis, algo mayor que la nominal y con el pico ligeramente más largo, cría desde el noreste de Siberia hasta el norte de Canadá, pasa el invierno en el oeste de Estados Unidos, norte de México, China, Corea y Japón;
- A. a. gambeli, algo mayor que la nominal, está presente en el noroeste de Canadá y oeste de Alaska, pasa el invierno en el golfo de México;
- A. a. elgasi, la mayor y con el pico más largo de todas, ocupa el sur de Alaska y pasa el invierno en California;Anser albifrons flavirostris.

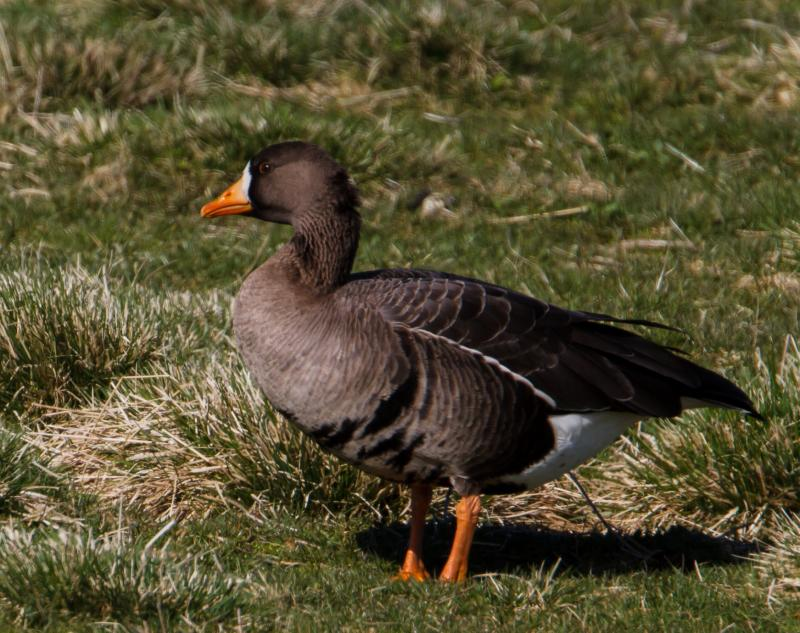
Anser albifrons flavirostris.

- A. a. flavirostris, su pico es anaranjado y tiene el plumaje más oscuro que las demás, con más listado negro en el vientre y la parte blanca de su parte trasera es más estrecha; se encuentra en la costa oeste de Groenlandia y pasa el invierno principalmente en Irlanda y Escocia.

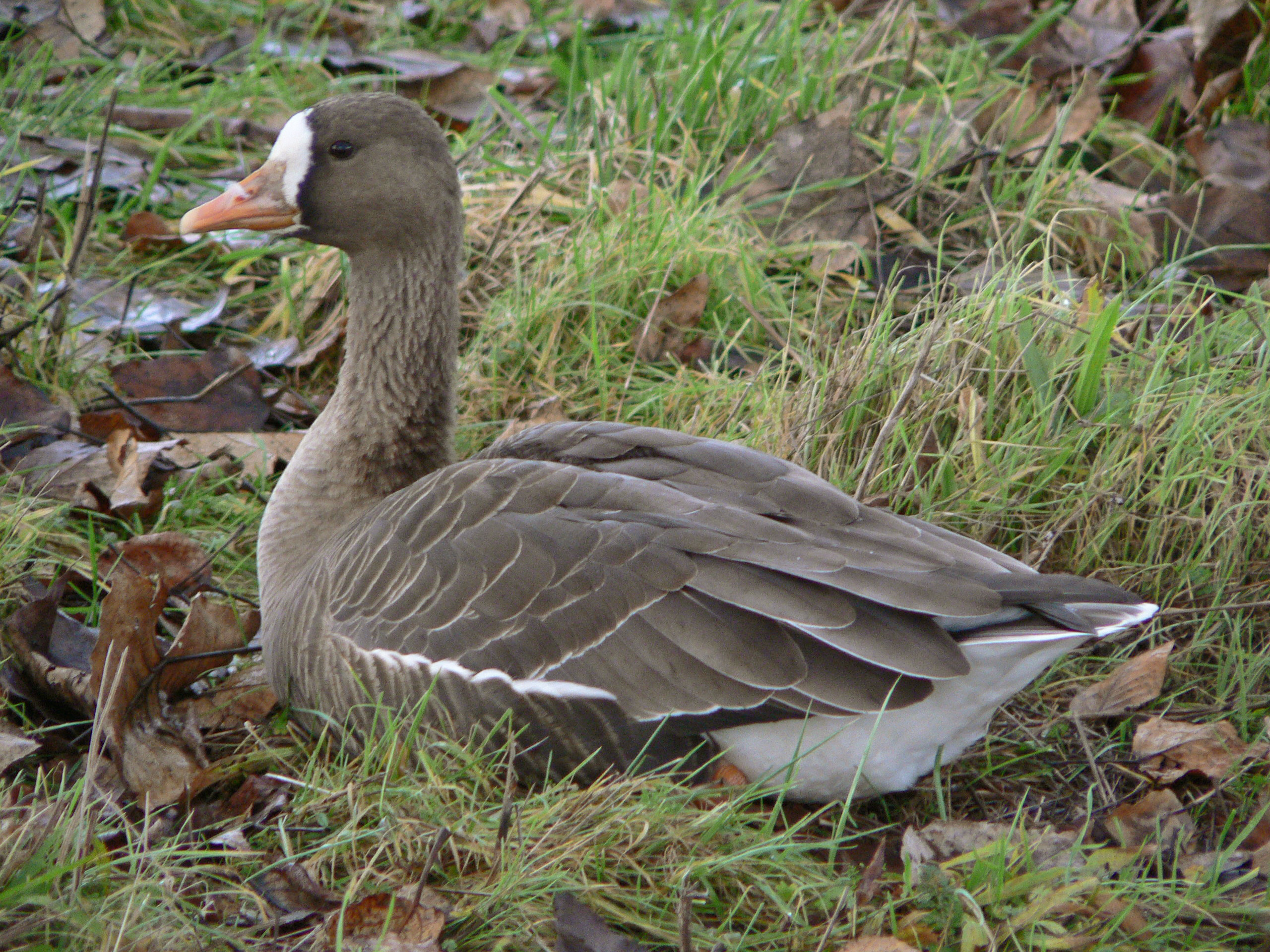
Anser albifrons frontalis.

Estudios ecológicos de 2002 indican que las aves de Groenlandia podrían considerarse una especie separada de A. albifrons. De particular interés es su inusual periodo de los cuidados paternos y asociación con ellos, que puede durar varios años.

## Comportamiento y ecología
Los ánsares caretos son aves migratorias de largas distancias, que crían en la tundra ártica y pasan el invierno en humedales de zonas templadas que tengan herbazales o campos de labor cercanos donde alimentarse.

### Alimentación

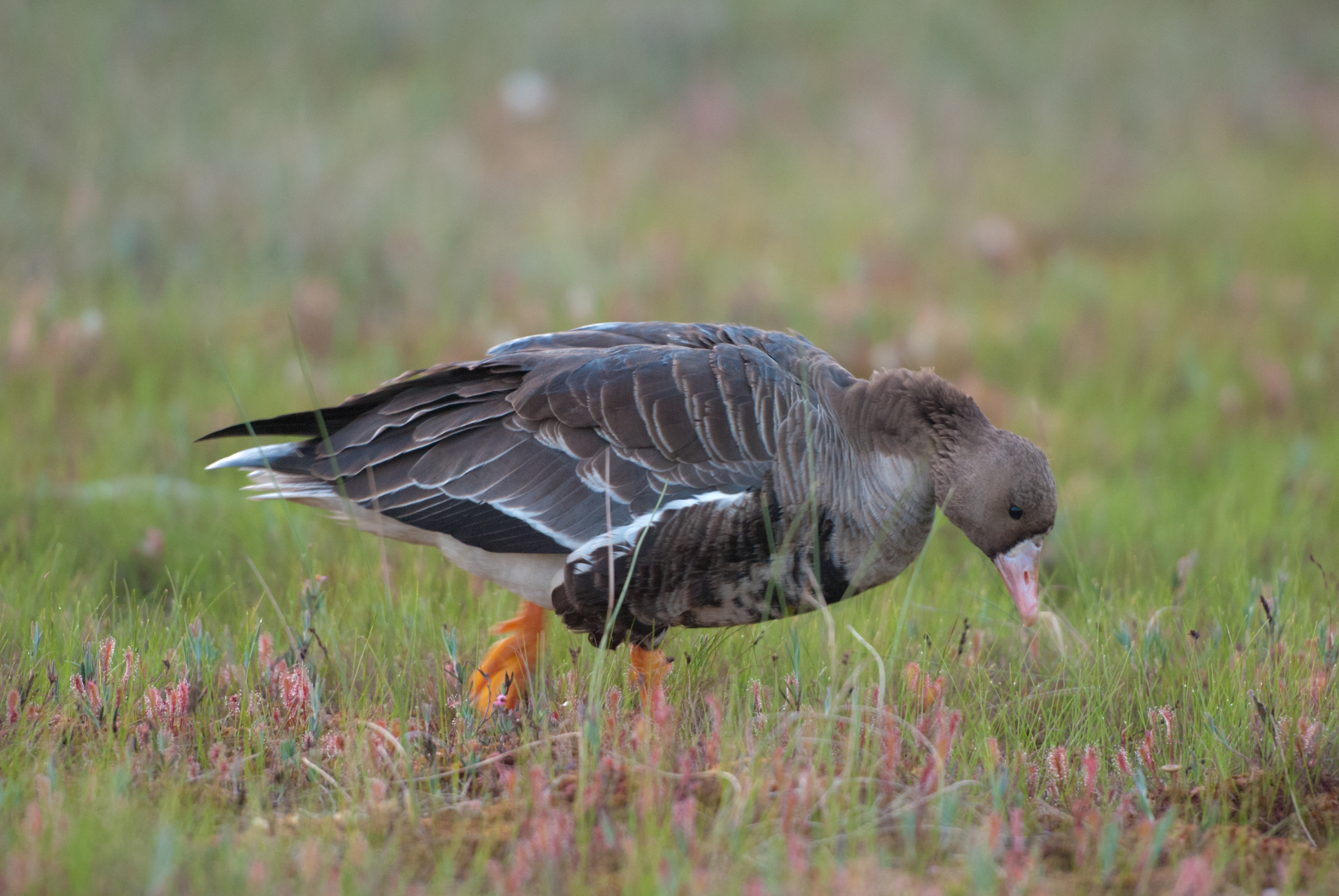
Se alimentan principalmente de hierbas, semillas y raíces.

Son principalmente fitófagos que se alimentan de hierba, raíces y semillas. En sus zonas de reproducción los ánsares caretos se alimentan principalmente de las partes vegetativas de juncias y otras hierbas. En muchas zonas su principal alimento es la hierba algodonera. Muchas gramíneas también son un importante componente de su dieta. También consumen durante la temporada de muda muchas colas de caballo, Arctofila fulva, Atropis angustata, Pleuropogon sabinii y Carex stans. En sus cuarteles invernales además de los brotes de hierba también desempeña un papel importante en su dieta la broza fina. En invierno también se alimentan de las semillas de muchas plantas y picotean en los campos agrícolas.

### Migración y reproducción

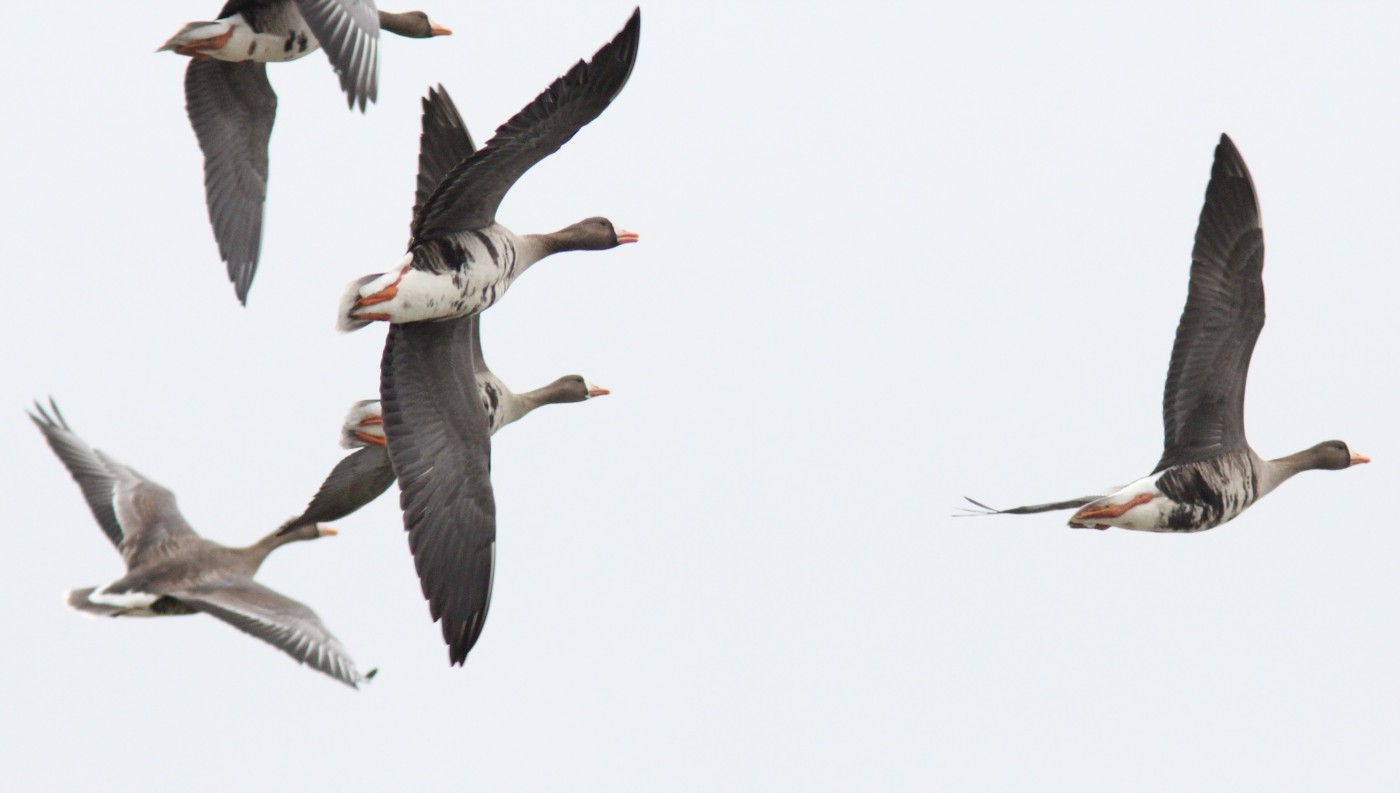
Migran del ártico a las regiones templadas.

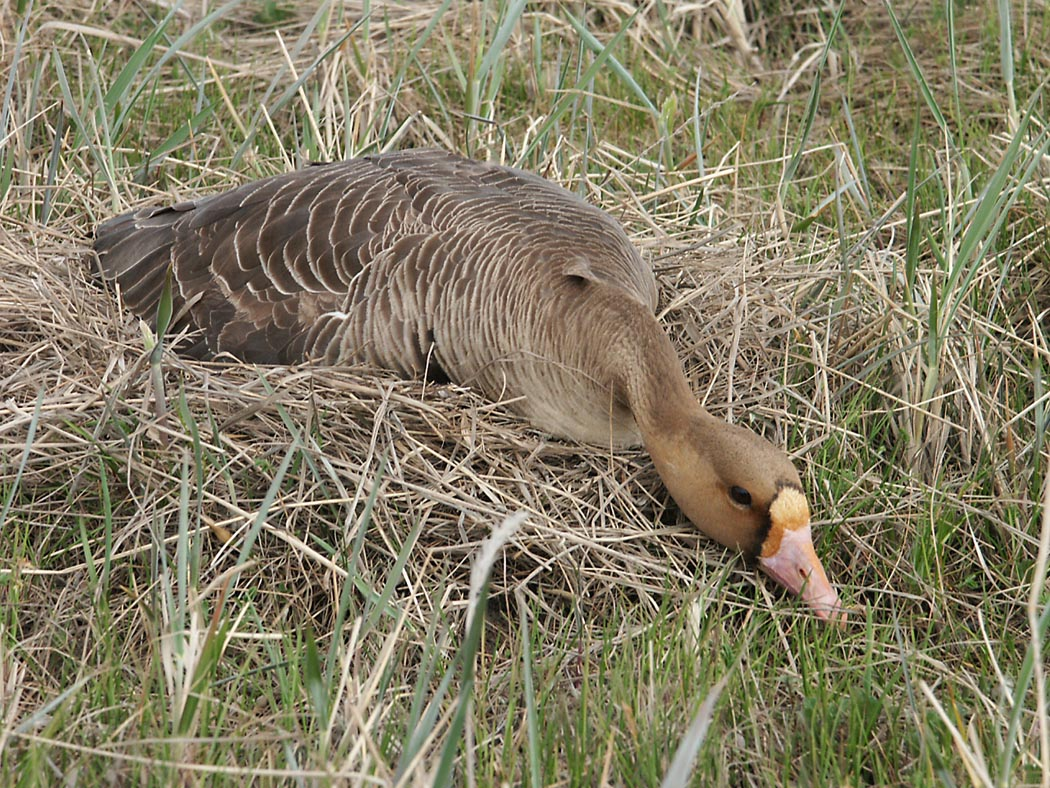
Hembra en su nido.

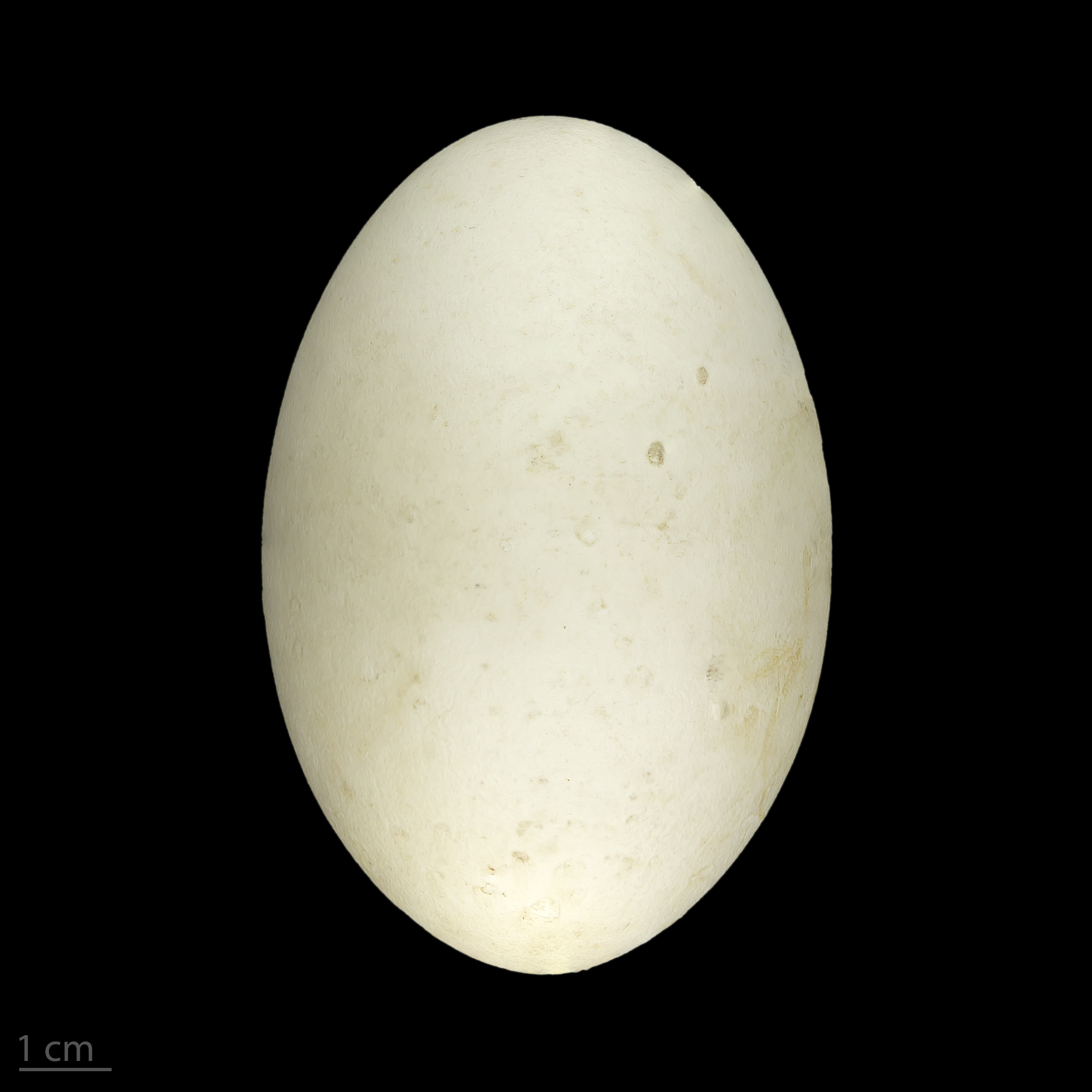
Anser albifrons - MHNT

Durante la migración los ánades caretos son muy gregarios y forman grandes bandadas individuos de su misma especie y también con ánsares comunes. Los ánsares caretos llegan a sus cuarteles de cría en el ártico a mediados de mayo y principios de junio, y empiezan a dejar la zona de cría a comienzos de septiembre. El clima es el factor clave para el éxito reproductivo anual del ganso careto. En el ártico el periodo que permite anidar, incubar y sacar adelante la nidada es ajustado, únicamente tres meses. Esto implica que cualquier retraso en la fusión de las nieves o una tormenta de primavera tardía puede reducir las oportunidades de reproducción de estos gansos. La temperatura del hábitat de cría también tiene una gran influencia en la migración puesto que las tasas de engorde para la migración más rápidas son de aquellos que se alimentan en ambientes más fríos.
Las parejas anidan en solitario o muy dispersas. Al llegar de la migración se emparejan y establecen territorios que no comparten con las demás parejas o pequeños grupos. Suelen anidar en el suelo cerca de ríos o lagos. La construcción de los nidos se realiza en la primera quincena de junio, una vez derretida la nieve. Construyen el nido de hierba suelta y la hembra forra su interior con plumón. La puesta se compone de 2 a 10 huevos que únicamente incuba la hembra incuba los huevos, durante un periodo de 22 a 28 días. Los polluelos tardan unos 45 días en desarrollarse. Al dejar los nidos los adultos realizan la muda y suelen concentrarse en grandes bandadas cerca del agua. La muda suele completarse a mediados de agosto, cuando los juveniles están aprendiendo a volar, por lo que al comenzar septiembre las bandadas están listas para emprender la migración. Los juveniles suelen permanecer junto a sus padres hasta la siguiente época de cría. 
El ejemplar salvaje anillado más longevo registrado alcanzó la edad de 25 años.